# Albina
Albina (en francès Albine) és un municipi francès situat al departament del Tarn i a la regió d'Occitània.

## Demografia
Municipi creat en 1911.
| 1911                                       | 1962 | 1968 | 1975 | 1982 | 1990 | 1999 | 2007 | 2019 |
| ------------------------------------------ | ---- | ---- | ---- | ---- | ---- | ---- | ---- | ---- |
| 740                                        | 607  | 619  | 586  | 593  | 566  | 546  | 535  | 518  |
| Des de 1962: població sense dobles comptes |      |      |      |      |      |      |      |      |

## Administració
| Període       | Identitat        | Partit |
| ------------- | ---------------- | ------ |
| 2001-2020     | Philippe Barthes |        |
| maig de 2020- | Xavier Sénégas   |        |